# Edward Tudor (syn Henryka VII)
Edward Tudor, syn króla Anglii Henryka VII Tudora i Elżbiety York, córki króla Edwarda IV. Istnienie Edwarda jest niepewne. Nieznane są daty jego narodzin i śmierci. Niektórzy historycy twierdzą, że ów tajemniczy "Edward" to tak naprawdę Edmund Tudor, książę Somerset, inny syn Henryka i Elżbiety. Jednakże oficjalne zapisy wymieniają Edwarda jako syna królewskiej pary i młodszego brata Artura, Henryka i Edmunda. Również Alison Weir w książce Britain's Royal Families: The Complete Genealogy wymienia Edwarda jako zmarłego w niemowlęctwie i pochowanego z resztą krewnych w katedrze westminsterskiej.